# Madhva
Madhva var en betydelsefull indisk (tamilsk) filosof och andlig ledare, född 1238 i byn Pajaka i Tulu Nadu (nuvarande delstaten Karnataka), död 1317. Av vissa men inte alla anhängare (som även de kallas madhva) betraktas han som en gud, nämligen en avatar av Vayu. Vid sidan om det kortfattade namnet Madhva är han känd under namnen
1. Vasudeva, det namn föddes under
2. Shri Madhvacharya, det namn han ska ha fått efter att ha blivit helig
3. Poornapragna, ett hedersnamn med betydelsen "den som vet allt"
4. Anandateertha, ett hedersnamn med betydelsen "den som ger glädje genom sina predikningar"

Madhva var ledande inom Dvaita, en dualistisk riktning inom hinduismen, ingående i vedantafilosofin och en del av Bhaktirörelsen. Liksom Ramanuja ansåg Madhva att Brahman var en personlig gud, nämligen Vishnu. Han var negativt inställd till kastsystemet.
Alltjämt anses Madhva vara en av de allra mest inflytelserika hinduiska teologerna genom tiderna. Han väckte liv i en hinduisk monoteism som kunde svara mot de religiösa influenser som under hans tid strömmade in i Indien genom fientliga invasioner.